# Молодіжненська сільська рада
Молоді́жненська сільська́ ра́да — колишня адміністративно-територіальна одиниця та орган місцевого самоврядування в Овідіопольському районі Одеської області. Адміністративний центр — село Молодіжне.

## Загальні відомості
Молодіжненська сільська рада утворена в 1927 році.
- Територія ради: 77,012 км²
- Населення ради: 2 680 осіб (станом на 2001 рік)

## Населені пункти
Сільській раді підпорядковані населені пункти:
- с. Молодіжне

## Населення
Згідно з переписом УРСР 1989 року чисельність наявного населення сільської ради становила 1690 осіб, з яких 785 чоловіків та 905 жінок.
За переписом населення України 2001 року в сільській раді мешкало 2667 осіб.

### Мова
Розподіл населення за рідною мовою за даними перепису 2001 року:
| Мова       | Відсоток |
| ---------- | -------- |
| українська | 68,06 %  |
| російська  | 29,93 %  |
| молдовська | 1,19 %   |
| гагаузька  | 0,41 %   |
| білоруська | 0,11 %   |
| болгарська | 0,07 %   |
| інші       | 0,23 %   |

## Склад ради
Рада складається з 20 депутатів та голови.
- Голова ради: (колишній Гуляєв Василь Олександрович)
- Секретар ради: Курко Світлана Альбертівна

### Керівний склад попередніх скликань
| Прізвище, ім'я, по батькові | Основні відомості                                                         | Дата обрання | Дата звільнення                                 |
| --------------------------- | ------------------------------------------------------------------------- | ------------ | ----------------------------------------------- |
| Гуляєв Василь Олександрович | Сільський голова, 1963 року народження, освіта вища, безпартійний         | 26.03.2006   | 31.10.2010                                      |
| Гуляєв Василь Олександрович | Сільський голова, 1963 року народження, освіта вища, член Партії регіонів | 31.10.2010   | 2014 (у зв'язку із обранням народним депутатом) |

Примітка: таблиця складена за даними сайту Верховної Ради України

### Депутати
За результатами місцевих виборів 2010 року депутатами ради стали:

#### За суб'єктами висування
| Суб'єкт висування | Кількість обраних депутатів | %  |
| ----------------- | --------------------------- | -- |
| Партія регіонів   | 14                          | 70 |
| Самовисування     | 6                           | 30 |

#### За округами
| № округу        | Прізвище, ім'я, по батькові      | Дата визнання обраним | Освіта             | Партійна приналежність | Відомості про обраного депутата                     |
| --------------- | -------------------------------- | --------------------- | ------------------ | ---------------------- | --------------------------------------------------- |
| Партія регіонів |                                  |                       |                    |                        |                                                     |
| 1               | Чоловський Віталій Миколайович   | 01.11.2010            | середня            | позапартійний          | ІМТП, докер-механізатор                             |
| 2               | Панасюк Леонід Володимирович     | 01.11.2010            | середня спеціальна | позапартійний          | приватний підприємець                               |
| 5               | Трофім Любов Миколаївна          | 01.11.2010            | середня спеціальна | член Партії регіонів   | Молодіжненський дошкільний навчальний заклад, праля |
| 6               | Зайцев Володимир Володимирович   | 01.11.2010            | середня            | позапартійний          | КП «Молодіжне 2», директор                          |
| 8               | Дергак Руслан Зіновійович        | 01.11.2010            | середня спеціальна | член Партії регіонів   | депо Одеса-Сортувальна, машиніст тепловоза          |
| 9               | Аксентій Павло Михайлович        | 01.11.2010            | середня            | позапартійний          | приватний підприємець                               |
| 10              | Патраманська Олена Володимирівна | 01.11.2010            | середня спеціальна | член Партії регіонів   | приватний підприємець                               |
| 11              | Кушнір Наталія Едуардівна        | 01.11.2010            | середня спеціальна | член Партії регіонів   | тимчасово не працює                                 |
| 12              | Курко Світлана Альбертівна       | 01.11.2010            | вища               | член Партії регіонів   | Молодіжненська сільська рада, секретар              |
| 13              | Завгородній Олександр Степанович | 01.11.2010            | вища               | член Партії регіонів   | тимчасово не працює                                 |
| 14              | Балик Андрій Михайлович          | 01.11.2010            | вища               | член Партії регіонів   | приватний підприємець                               |
| 16              | Терещук Олег Миколайович         | 01.11.2010            | середня спеціальна | позапартійний          | КСП ім. Трофімова, оператор топкової                |
| 17              | Ковальов Юрій Миколайович        | 01.11.2010            | середня            | член Партії регіонів   | тимчасово не працює                                 |
| 18              | Тушканов Олександр Семенович     | 01.11.2010            | середня спеціальна | член Партії регіонів   | ДП ІМТП, інженер                                    |
| Самовисування   |                                  |                       |                    |                        |                                                     |
| 3               | Макарь Володимир Георгійович     | 01.11.2010            | середня            | позапартійний          | агрофірма «Евріка», заступник директора             |
| 4               | Казмирчук Сергій Володимирович   | 01.11.2010            | вища               | член Партії регіонів   | тимчасово не працює                                 |
| 7               | Басюл Олег Григорійович          | 01.11.2010            | вища               | позапартійний          | приватний підприємець                               |
| 15              | Трофім Оксана Василівна          | 01.11.2010            | вища               | позапартійна           | Іллічівська міська лікарня, фельдшер-лаборант       |
| 19              | Мельниченко Сергій Петрович      | 01.11.2010            | вища               | позапартійний          | СОГ «Волна», голова                                 |
| 20              | Коперсак Віталій Володимирович   | 01.11.2010            | вища               | позапартійний          | Південна митниця, старший інспектор                 |